# Beifudi

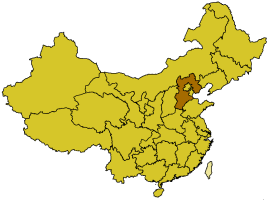
Ubicació de la província de Hebei.

Beifudi (xinès: 北福地) és un jaciment arqueològic i un poble neolític del comtat de Yi, Hebei, Xina. El lloc, una àrea de 3 Ha. a la riba nord del riu Yishui, conté artefactes d'una cultura contemporània amb les de Cishan i Xinglongwa, d'al voltant de 8000–7000 aC, dues cultures neolítiques conegudes a l'est de les Muntanyes Taihang, i omple així un buit arqueològic entre les dues cultures del nord de la Xina. La superfície total excavada supera els 1.200 metres quadrats i la recopilació de troballes neolítiques al jaciment s'ha dut a terme en dues fases.
Aquest jaciment arqueològic va ser votat número u entre els deu primers descobriments arqueològics més destacats el 2004 pels arqueòlegs xinesos en la seva enquesta anual.

## Troballes
El descobriment més significatiu de la primera fase de l'excavació del lloc és el gran nombre de màscares de ceràmica en forma de rostres humans i animals, les més antigues conegudes fins ara. A Beifudi s'han desenterrat una dotzena de màscares de fang tallades, amb rostre de gat, mico i porc, així com semblances humanes. Una màscara de rostre humà té la boca i el nas en relleu tallat i els ulls foradats. Els primers artefactes d'argila gravats que es van trobar a les ruïnes d'aquesta època, les màscares afegeixen diversos mil·lennis a la història de la talla de la Xina.
Aquests artefactes, juntament amb plataformes elevades o altars, poden proporcionar informació sobre diverses pràctiques religioses primerenques. Tot i que no es coneixen les creences d'aquestes persones del Neolític, els primers xinesos gairebé amb seguretat realitzaven sacrificis rituals cerimonials i enterraments cremats (fanyi) a les plataformes elevades, ja que s'han trobat enterraments tant humans com animals. Es creu que les màscares formen part de les actuacions rituals que acompanyen sacrificis i enterraments.
Les excavacions a la segona fase, que data de 6500 – 7000 AC inclouen la ceràmica i d'eines de pedra, pots de ceràmica (incloent el recipient de fons rodó fu, bols i olles de doble nansa de boca petita). Els arqueòlegs han desenterrat les ruïnes de deu refugis rupestres ben conservats concentrats en un lloc, disposats sistemàticament amb zones de cuina i sala d'estar situades al centre de les cases. Els artefactes excavats en habitatges inclouen blocs de pedra, materials de construcció i ceràmica trencada. S'han excavat pous de cendres i jaciments sacrificials, així com trossos de jade i màscares de ceràmica tallades molt ben conservades.

## Conclusions
Basant-se en l'arqueologia, la geologia i l'antropologia, els estudiosos moderns no veuen els orígens de la civilització xinesa o la història xinesa com una única història, sinó com la història de les interaccions de moltes cultures diferents i de molts grups ètnics diferents que es van influir en el desenvolupament de l'altre. Com que el jaciment prehistòric de Beifudi es troba al nord de la Xina, on el clima és més sec que al sud, és probable que aquesta cultura conreés mill, tot i que no s'ha trobat cap evidència directa de cultiu. La troballa d'eines de pedra per al processament d'aliments no demostra de manera fiable que la cultura hagi desenvolupat l'agricultura ja que aquestes eines s'utilitzaven abans dels cultius.
La importància del jaciment prehistòric de Beifudi rau en el seu potencial per proporcionar informació arqueològica sobre les creences i les pràctiques cerimonials d'aquesta antiga cultura a través dels antics artefactes tallats que s'hi troben, així com en la comprensió més profunda dels inicis de l'arquitectura xinesa.